# مدرع السافانا
مدرع السافانا (الاسم العلمي: Dasypus sabanicola) (بالإنجليزية: Llanos Long-nosed Armadillo)‏ هو نوع من الحيوانات يتبع جنس مدرع غليظ القدم من فصيلة مدرعات طويلة الأنف.